# Бичур
Бичур — река в России, протекает по Свердловской области. Устье реки находится в 35 км по левому берегу реки Бобровка. Длина реки составляет 21 км.

## Данные водного реестра
По данным государственного водного реестра России относится к Иртышскому бассейновому округу, водохозяйственный участок реки — Ница от слияния рек Реж и Нейва и до устья, речной подбассейн реки — Тобол. Речной бассейн реки — Иртыш.
Код объекта в государственном водном реестре — 14010501912111200007132.